# Klooster Bavanište

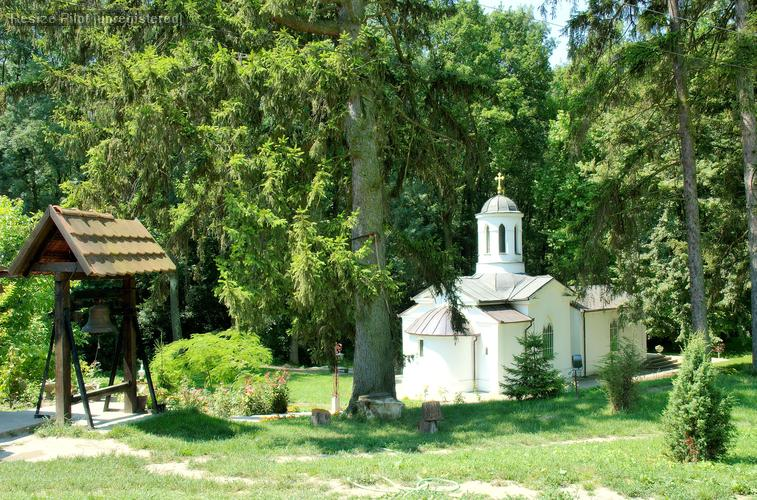
Klooster Bavanište

Het Klooster Bavanište (Servisch: Манастир Баваниште, Manastir Bavanište) is een Servisch-orthodox klooster gelegen in de Banaat-regio in de noordelijke Servische autonome provincie Vojvodina. Het ligt in de gemeente Kovin. Het klooster werd gesticht in de 15de eeuw, en vernietigd in 1716. Het werd herbouwd in 1858.